# ワット・サムパシウ
ワット・サムパシウまたはワット・サンパシウ（タイ語: วัดสำปะซิว、英語: Wat Sampa Siw）は、タイ王国にある仏教寺院（ワット）。日本では「ドラえもん寺」として知られる。

## 概要
アユタヤ王朝時代に建てられ700年もの歴史がある寺院である。
2000年代の初め頃に洪水の影響で壁の漆喰が剥がれ落ちたが、修復する際に修復を担当する画家が壁画にドラえもんなどのキャラクターを描き足したところ、参拝客が激増した。子どもたちに親しみを持ってもらうためにドラえもんを描いたとのことである。